# Girgajny

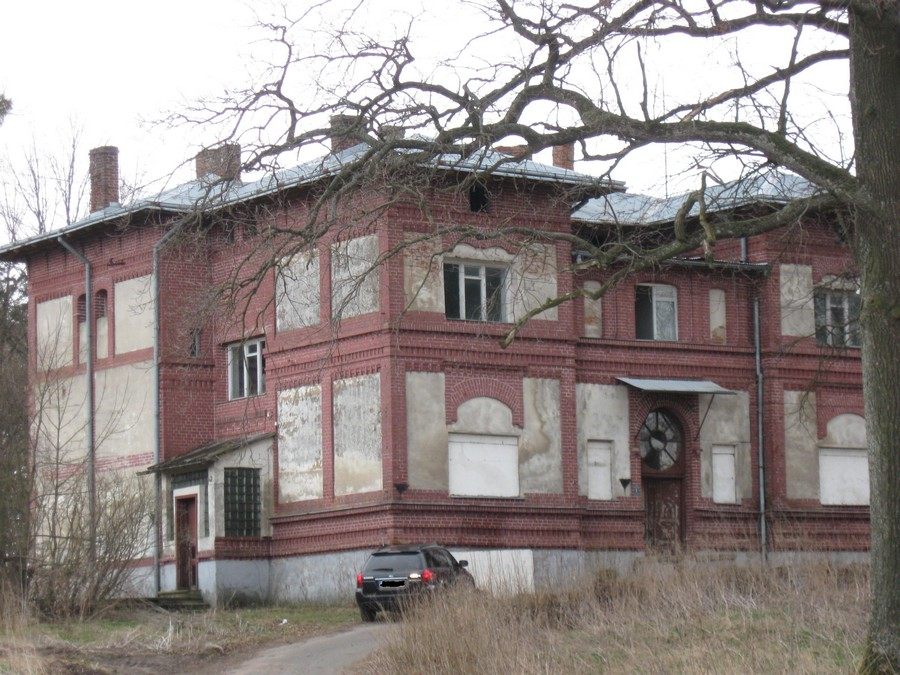
Ehemaliges Herrenhaus des Gutes Gergehnen in Girgajny

Girgajny (deutsch Gergehnen) ist ein Dorf in der Woiwodschaft Ermland-Masuren im nordöstlichen Polen. Der Ort gehört zur Gmina Zalewo im Powiat Iławski.

## Geographische Lage
Girgajny liegt in der Moränenlandschaft des Oberlands, etwa vier Kilometer östlich von Zalewo. Die Gemarkung wird im Norden vom Nehmensee und dem ehemaligen Mühlengraben begrenzt. Der Nehmensee wurde im 19. Jahrhundert trockengelegt und als Wiese genutzt. Nach Ausweis von Satellitenbildern ist er zu einem unbekannten Zeitpunkt nach 1945 wieder vollgelaufen. Im Osten stößt die Gemarkung an ein Waldgebiet, den ehemaligen Terpener Wald.

## Geschichte

### Gut Gergehnen
Gergehnen wurde vom Deutschen Orden als Gut eines Großen Freien gegründet.
Im 19. Jahrhundert hatte Gergehnen den Status eines Gutsbezirks. Der Gutsbezirk Gergehnen (mit Groß und Klein Nehmen) wurde 1874 dem Amtsbezirk Terpen im Kreis Mohrungen unterstellt.
Im Jahre 1898 gehörte die Gutsbesitzerfamilie Glüer zu der offiziellen Begleitung Kaiser Wilhelms II. bei seiner Reise in das Heilige Land.

### Groß und Klein Nehmen
Nehmen wurde vom Deutschen Orden als Hakenzinsdorf gegründet. Dieses Dorf diente einem Kämmerer der Komturei Christburg als Amtssitz. Nehmen ist in der frühen Neuzeit wüstgefallen. Die Ländereien wurden dem Gut Gergehnen eingegliedert, das zu deren Bewirtschaftung die Vorwerke Groß und Klein Nehmen einrichtete.

### Kammeramt Nehmen
Innerhalb der Agrarverfassung des Deutschordensstaates hatte ein Kammeramt die Funktion, die prußischen Hakenzinsdörfer zu kontrollieren, indem der Kämmerer die Abgaben an den Deutschen Orden einsammelte und die Arbeitsdienste (Scharwerksdienste) der Hakenzinsbauern einteilte. Das Kammeramt Nehmen wurde um 1300 eingerichtet und hat das Ende des Ordensstaates 1525 nicht überlebt. Es unterstand der Komturei Christburg, die zwischen 1466 und 1525 durch das Hauptamt Preußisch Mark abgelöst wurde.
Zum Kammeramt Nehmen gehörten die Hakenzinsdörfer Ankern, Bandtken, Boditten, Bündtken, Kattern, Nehmen, Plenkitten, Rombitten, (Groß und Klein) Smausien, Sorbehnen, Woritten und Zöpel, sowie die Hakenzinsbauern in Gallinden, Maldeuten, Pothainen und Sassen.

### Gemeinde Gergehnen
Durch eine Gebietsreform wurde der Gutsbezirk Gergehnen 1928 aufgelöst und mit dem bisherigen Gutsbezirk Mosens zur Gemeinde Gergehnen vereinigt. Die Zugehörigkeit zum Amtsbezirk Terpen hatte bis 1945 Bestand. Die Gemeinde Gergehnen hatte im Jahre 1933: 362 Einwohner und im Jahre 1939: 332 Einwohner.

### Entwicklung nach 1945
Nach der Eingliederung in den polnischen Staat wurde Gergehnen in Girgajny umbenannt und der neugebildeten Gmina Zalewo zugeschlagen. Der Ort ist heute Sitz eines Schulzenamtes ohne weitere zugehörige Ortschaften.
Die beiden Vorwerke Groß Nehmen und Klein Nehmen sind nach 1945 wüstgefallen.

## Persönlichkeiten
- Hermann Otto Glüer (1834–1913), Reichstagsabgeordneter.